# تعهد (فیلم ۱۹۶۹)
«تعهد» (انگلیسی: The Promise (1969 film)) فیلمی در ژانر رمانتیک است که در سال ۱۹۶۹ منتشر شد. از بازیگران آن می‌توان به جان کستل و ایان مک‌کلن اشاره کرد.